# Catedral de San Mamés (Langres)
La catedral de San Mamés de Langres o simplemente catedral de Langres (en francés: Cathédrale Saint-Mammès) es una catedral católica de rito romano, y un monumento histórico de Francia, situado en la ciudad de Langres. Fue construida en el siglo XII y está dedicado al mártir del siglo III Mamés de Cesarea. Es la sede del obispado de Langres.

## Historia
Alrededor de 1140, el obispo Geoffroy de La Roche-Vanneau (1139-1162), un compañero de san Bernardo de Claraval, tomó la decisión de reconstruir la catedral. En ese momento la catedral de Saint-Étienne en Sens ya estaba en construcción. El edificio comenzó con el coro. La fachada de tres niveles fue tomada de la tercera iglesia en Cluny. Los contrafuertes en voladizo del coro estaban ocultos, pero los de la nave se veían desde fuera. Se sabe por una bula del papa Alejandro III, que se había refugiado en Sens desde 1163 a 1165, que en 1170 el edificio estaba en construcción. Sólo faltaba el primer tramo de la nave y la gran fachada occidental.
En 1190, después de la compra de tierras al oeste, se emprendió una  campaña final con vistas a acabar los trabajos de construcción, y la catedral se dedicó en 1196. Parece que en esa fecha sólo quedaban las bóvedas de la nave por construir.
En 1209, la reliquia piadosa de la cabeza de Mamés de Cesarea fue confiada a la catedral de Langres. El siglo XIII vio la construcción del claustro, del que en la actualidad se conservan dos galerías; así como la edificación, bajo el impulso del canónigo de Vergy, de la capilla de la Virgen en el eje del ábside (1282).
En 1314, un incendio destruyó el techo de la nave. Las capillas radiantes datan de entre los años 1324 y 1366.
En el siglo XVI, de 1547 a 1551, el canónigo Jean d'Amoncourt, vicario general de Claude de Longwy de Givry, obispo de Langres y cardenal de Givry, hizo construirla hermosa capilla de la Sainte-Croix situada en el lado izquierdo de la nave. En 1562, se produjo un nuevo incendio debido a un rayo.
En 1746, amenazando la fachada occidental con derrumbarse, se tomó la decisión de demolerla. Fue reconstruida en 1761-1768 en estilo clásico, según el proyecto de Claude-Louis d'Aviler  que data de 1758. La obra fue dirigida por el arquitecto Jean-Antoine Caristie.
El 12 de diciembre de 1790, la catedral fue cerrada, pero volvió a abrir sus puertas en 1791 en beneficio del obispo constitucional Hubert-Antoine Wandelaincourt. Este último hizo destruir el coro alto en 1792.
En el siglo XIX, las partes superiores de la catedral fueron rehechas por el arquitecto Alphonse Durand, desde 1852. Este último también construyó la sacristía, 1857-1862.

## Véase también

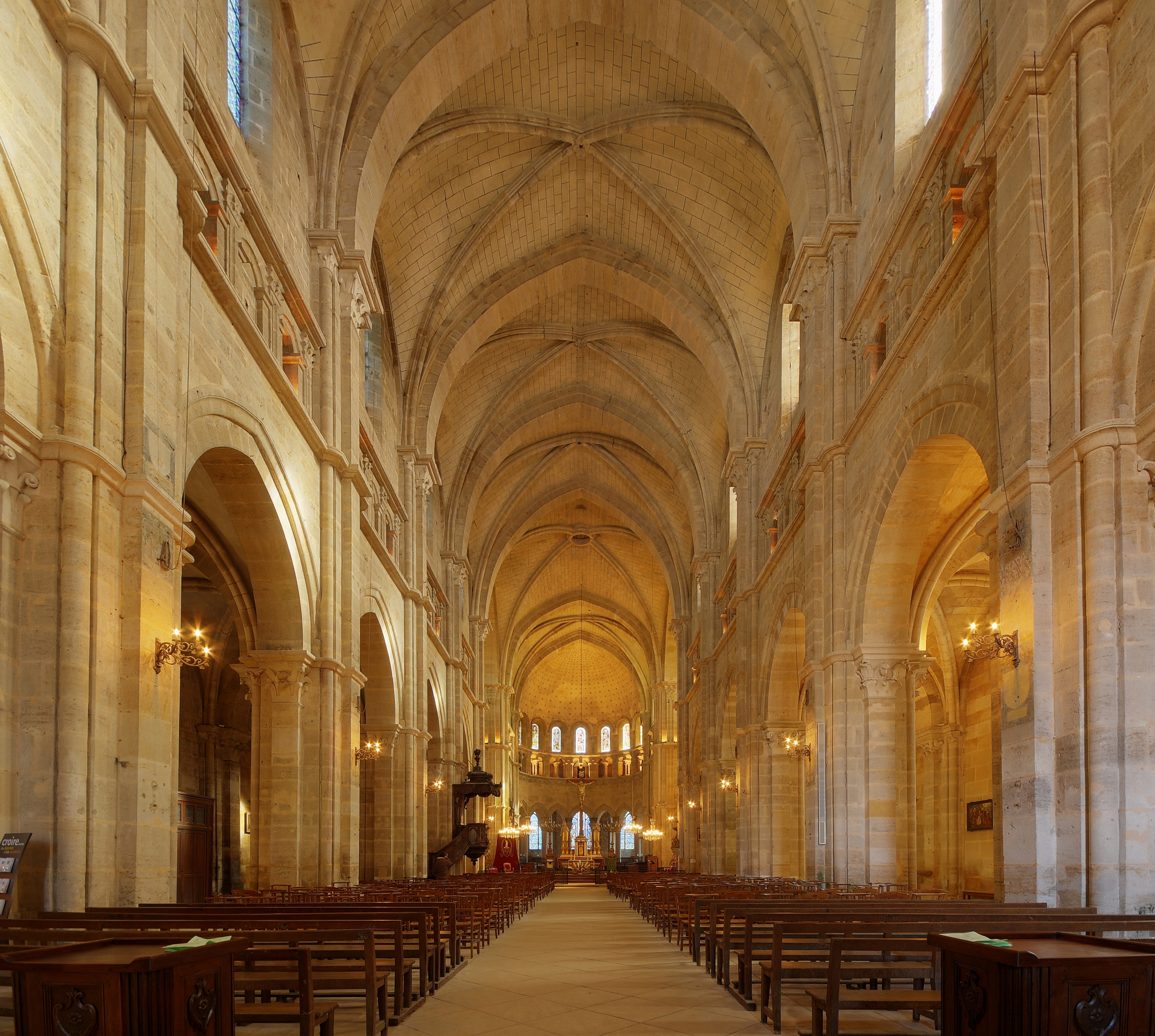
Vista interna